# Бановка (Приморский район)
Бановка (укр. Банівка) — село,
Бановский сельский совет,
Приморский район,
Запорожская область,
Украина.
Код КОАТУУ — 2324880101. Население по переписи 2001 года составляло 1144 человека.
Является административным центром Бановского сельского совета, в который
не входят другие населённые пункты.

## Географическое положение
Село Бановка находится на правом берегу реки Обиточная,
выше по течению на расстоянии в 2,5 км расположено село Борисовка, ниже по течению на расстоянии в 0,5 км и на противоположном берегу — город Приморск. Через село проходит автомобильная дорога М-14 (E 58).

## История
- До 1860 года на месте Бановки были аулы Аргын (название переводится как «находящийся далеко» — считая от Крыма) и Борайлы (загипсованная, непригодная для обработки земля).
- В 1861 году сюда переселились болгары, украинцы и молдаване, которые назвали село Бановкой в честь своего прежнего места жительства — одноимённой колонии возле реки Большой Котлабух (в настоящее время — Одесская область)[2].
- 1861 год — официальная дата основания села. В 1926 году село было в составе Коларовского района, население села 1601, из них 1564-болгары, 26-русские.

## Экономика
- «Бановка», сельскохозяйственное ЧП.

## Объекты социальной сферы
- Школа.
- Дом культуры.